# Römisches Gräberfeld Metterich
Koordinaten: 49° 58′ 40″ N, 6° 34′ 11″ O
Das Römische Gräberfeld Metterich ist ein römisches Grabfeld in der Ortsgemeinde Metterich im Eifelkreis Bitburg-Prüm in Rheinland-Pfalz.

## Beschreibung
Das römische Gräberfeld befindet sich westlich der Ortsgemeinde Metterich in unmittelbarer Nähe zur Kyll auf einem Bergkamm.
Anhand einiger Fundstücke konnte das Gräberfeld in die frührömische Zeit verortet werden.

## Archäologische Befunde
Aufgrund einer Plünderung des Grabfeldes im Jahre 1911 liegen nur noch wenige Informationen über Funde und Beigaben vor. Bekannt ist jedoch, dass größtenteils frührömisches Inventar entdeckt wurde. Man beobachtete einige Fibeln, verschiedene Werkzeuge und eine Bronzeglocke.
Im Zuge der Plünderung wurde auch eine etwas nordwestlich des Grabfeldes liegende Ustrina entdeckt. Diese ist mit Steinplatten gepflastert. Von hier stammen mehrere Terrakottafragmente.

## Erhaltungszustand und Denkmalschutz
Das Grabfeld befindet sich heute in einer Ackerfläche und ist seit der Plünderung sowie der späteren landwirtschaftlichen Nutzung nicht mehr vor Ort erhalten. Die genaue Lage der Ustrina ist unbekannt. Die Beschreibung lässt jedoch auf einen Standort im nahe angrenzenden Waldgebiet schließen, sodass diese möglicherweise noch erhalten geblieben ist.
Das Grabfeld ist als eingetragenes Kulturdenkmal im Sinne des Denkmalschutzgesetzes des Landes Rheinland-Pfalz (DSchG) unter besonderen Schutz gestellt. Nachforschungen und gezieltes Sammeln von Funden sind genehmigungspflichtig, Zufallsfunde an die Denkmalbehörden zu melden.